# Basiliano
Basiliano (friuli nyelven Basilian), 1923-ig Pasian Schiavonesco' (friuli nyelven Pasian Sclavonesc) település Olaszországban, Friuli-Venezia Giulia régióban, Udine megyében. Lakosainak száma 5209 fő (2023. január 1.). Basiliano Fagagna, Lestizza, Pasian di Prato, Pozzuolo del Friuli, Campoformido, Codroipo, Mereto di Tomba és Martignacco községekkel határos.

## Népesség
A település népességének változása:
| Lakosok száma | 5335 | 5345 | 5209 |
|               | 2017 | 2018 | 2023 |